# Eugenio Oliveri
Eugenio Oliveri, parfois Olivieri, né le 21 août 1842 à Palerme et mort le 15 juin 1925 à Palerme, est un entrepreneur et homme politique italien.
Il est maire de Palerme à trois reprises entre 1893 et 1900, et sénateur du royaume d'Italie à partir de 1898.

## Biographie

### Riche commerçant
Eugenio Oliveri est le fils de riches commerçants siciliens. Son père Giovanni, a été conseiller municipal dans les années 1872-1876, et représentant local de la gauche républicaine, a présidé la Chambre de Commerce dans les années 1870 et siège à la commission d'escompte de Banco di Sicilia, accordant d'importants prêts à la compagnie maritime La Trinacria dont il était membre du conseil administration jusqu'à la faillite de l'armateur en 1876.
Eugenio Oliveri s'enrichit également dans le commerce, notamment dans l'exportation de la manne et habite dans un immeuble qui lui appartient piazza Marina qui a abrité également de Chambre de commerce entre 1882 et 1890. Il est également membre du conseil d'administration de la Cassa di Risparmio à partir de 1883, et en devient vice-président de 1890 à 1894 et en 1912, puis la préside de 1913 à 1924. Il siège également au Mont-de-piété. 
Il est enfin propriétaire en 1903, d'une jeune usine fabriquant chaudières, presses hydrauliques, concasseurs, broyeurs, moteurs pour installations industrielles, machines marines, voitures à vapeur et à essence.

### Maire de Palerme à trois reprises
Il s'engage dans la vie politique palermitaine et adhère au Parti démocrate. Il appartient à la junte de Emanuele Paternò dont il aspire à la même indépendance aux deux grandes forces politiques.
Quand Paternò démissionne, il tente d'imposer Olivieri face au marquis crispiste Ugo delle Favare et au modéré Balsano. Sollicité, Amato Pojero préfère rester député, laissant Ugo vaincre grâce à une alliance entre crispistes et rudiniens. Mais face au groupe Ugo-Amato Pojero-Bonanno l'opposition Paternò-Oliveri se durcit et il devient l'opposant principal à Ugo, auquel il succède le 31 décembre 1893, après l'échec de la majorité sortante lors des élections municipales partielles de 1893.
Il est le premier maire bourgeois de la ville depuis Giovanni Raffaele, treize ans plus tôt. Il appelle à ses côtés plusieurs membres de la junte de Paternò, marquant le renforcement des francs-maçons dans l'administration municipale et l'arrêt d'une délégation des destinées de la ville par la bourgeoisie intellectuelle et commerciale à l’aristocratie foncière.
Oliveri doit réduire les dépenses de la commune mais, durant ce premier mandat, Palerme est le théâtre de nombreuses révoltes paysannes, réprimées férocement par le pouvoir romain. Face aux Faisceaux siciliens, Francesco Crispi décrète de janvier à mi-août 1894 l'état de siège dans « la ville de Palerme et dans toutes les provinces de Sicile » et fait arrêter de nombreux émeutiers jugés lors de procès sommaires.
Oliveri échoue à renforcer sa majorité un an plus tard en refusant au groupe des crispiniens d'Ugo la présence de l'avocat Pietro Bonanno dans la junte. Son mandat se poursuit donc jusqu'aux élections administratives générales de juillet 1895 à l'issue desquelles il démissionne et Ugo delle Favare lui succède le 25 juillet 1895.
Avec une très courte majorité (25 voix sur 49) regroupant les anciens soutiens de Paternò et le groupe de Giuseppe Pitrè, Oliveri retrouve son siège de maire le 2 septembre 1896, alors que les partisans d'Ugo et les cléricaux modérés portent leurs 22 voix sur Michele Amato Pojero, également issu de la bourgeoisie économique. Mais sa junte est affaiblie par les refus et les démissions l'obligeant à se retirer le 5 novembre 1896.
Un commissaire du gouvernement, Luigi Angelo Pantaleone, est nommé pour assurer l'intérim après que le commissaire royal pour la Sicile, le comte Codronchi, missionné par Antonio di Rudinì pour affaiblir l'influence de Crispi sur l'île, a mis au jour de graves problèmes financiers de la commune.
L'élection municipale anticipée de mai 1897 voit s'affronter une liste dominée par Oliveri et ses anciens assesseurs pour la plupart issus de l'Association constitutionnelle et une liste des modérés soutenue par le commissaire Codronchi et alliée à l'Opera dei Congressi. Michele Amato Pojero est élu maire contre Oliveri mais démissionne après 18 mois.
Oliveri construit ensuite des alliances qui lui permettent d'être élu par 37 voix maire de Palerme le 12 novembre 1898, alors qu'il est nommé sénateur du royaume le 17 du même mois, en siégeant parmi les non-inscrits. Son équipe municipale reforme l'ancienne union démocrate entre les fidèles du marquis Ugo décédé et les partisans de Paterno et Oliveri en donnant la moitié des places à des francs-maçons. 
Comme maire, il inaugure la ligne de tramway Piazza Bologni-Calatafimi-Rocca en mai 1899, initie des nombreux travaux publics pour employer les nombreux chômeurs. Il améliore l'éclairage public de la Via Maqueda qu'il inaugure le 2 janvier 1900, de la Porta Sant'Antonino à la Piazza Politeama et jusqu'à la Piazza Croci. Faute de pouvoir réduire les dépenses durant son dernier mandat, il tente d'augmenter les recettes mais ne parvient pas à imposer la réforme des tarifs douaniers. Le préfet De Seta considère que des mafieux élus au conseil municipal ont bloqué l'action moralisatrice de cette dernière junte. Il quitte son poste le 30 janvier 1900 et laisse place au commissaire royal, Mario Rebucci. 
Il est membre de la Société sicilienne pour l'histoire de la Patrie. 

## Décorations
- Commandeur de l'Ordre des Saints-Maurice-et-Lazare, 17 mars 1895[3]
- Chevalier de l'Ordre militaire de Savoie[3]